# Família MacBook
A Família MacBook é uma linha de computadores notebook Macintosh da Apple Inc. que fundiu as linha PowerBook e iBook durante a Transição Apple Intel. O primeiro modelo lançado sob está família foi o MacBook Pro, que foi anunciado em 10 de janeiro de 2006 na Macworld Expo. O modelo focado ao consumidor MacBook foi lançado em 16 de maio de 2006. A mais recente adição à família MacBook, o MacBook Air, foi revelado em 15 de janeiro de 2008.

## Produtos
| MacBook     | Notebook de nível consumidor Tela de 13.3" com gabinete de policarbonato Substituiu o PowerBook de 12" e a linha iBook |
| MacBook Air | Notebook ultra-leve Tela de 13.3" com gabinete de alumínio                                                             |
| MacBook Pro | Notebook de nível profissional Telas de 15.4" ou 17" com gabinete de alumínio Substituiu o PowerBook de 15.4" e 17"    |

## Comparação de modelos da família MacBook
Em relação a aplicativos de intenso uso da CPU, como o iMovie e iDVD, o MacBook Intel Core 2 Duo de 13" é virtualmente igual ao MacBook Pro Core 2 Duo de 15" executando na mesma velocidade clock do núcleo, mesmo com um disco rígido mais lento de 5400rpm. Isso é devido à identica arquitetura Intel Core encontrada em todos os modelos MacBook.
Entretanto, há muitas funções que distinguem cada linha de notebook. O MacBook Pro apresenta uma cartão gráfica nVidia GeForce 8600M usando 256 ou 512MB GDDR3, enquanto que o MacBook e MacBook Air usa gráficos integrados Intel GMA X3100 com memória de vídeo compartilhada. Ambas as soluções gráficas suportam o DirectX 10 e OpenGL, mas o desempenho geral em jogos da GMA X3100 é significantemente menor do que a da GeForce. Isso significa que o GMA X3100 é capaz de reproduzir muitos títulos de jogos populares, mesmo sendo tipicamente em configurações e/ou taxas de quadro mais baixas que a Geforce.
Devido ao seus gabinetes de alumínio, o MacBook Pro e Air são relativamente mais leves considerando suas dimensões gerais, entretanto, o Pro é mais pesado que o propositalmente feito para ser leve Air e o MacBook, com seu gabinete plástico. Os modelos Pro possuem telas maiores com resoluções de tela mais altas (1440×900 para o de 15.4" e 1680×1050 ou 1920x1200 para o de 17"); o MacBook e MacBook Air tem 1280×800. Outra diferenças notáveis incluem os teclados iluminados nos modelos Pro e Air. Uma porta FireWire 800 e um slot ExpressCard/34 estão incluídos no MacBook Pro; o MacBook possui uma porta FireWire 400, enquanto que o Air não possui nenhuma porta FireWire. O MacBook Pro de 17" também possui um porta USB 2.0 extra (três ao invês de duas no MacBook Pro de 15" e MacBook, ou uma única porta encontrada no MacBook Air).
As tampas do MacBook e MacBook Air são mantidas fechadas por um íman sem nenhuma tranca mecânica, por outro lado a tampa do MacBook Pro é trancada através dos ganchos de retração tradicionais. O acesso à RAM é direto nos modelos MacBook e MacBook Pro, com o anterior também possuindo um disco rígido substituível pelo usuário. O MacBook Air não permite o acesso fácil a atualização do disco rígido ou RAM, com o último sendo soldado na placa lógica. Nos EUA, o MacBook básico tem valor inicial de US$1099, o Air de US$1799 e o modelo Pro de 15.4" Pro de US$1999.